# Ozero Usomlja
Ozero Usomlja (ryska: Озеро Усомля) är en sjö i Belarus.   Den ligger i voblasten Vitsebsks voblast, i den norra delen av landet, 180 km norr om huvudstaden Minsk. Ozero Usomlja ligger 128 meter över havet. Arean är 1,9 kvadratkilometer. Den sträcker sig 2,0 kilometer i nord-sydlig riktning, och 1,7 kilometer i öst-västlig riktning.
I omgivningarna runt Ozero Usomlja växer i huvudsak blandskog. Runt Ozero Usomlja är det ganska tätbefolkat, med 72 invånare per kvadratkilometer.